# Qais Sadiq
Qais Sadiq (în arabă قيس صادق; n. 1954, Amman, Iordania) este un teolog creștin-ortodox arab, care îndeplinește funcția de episcop auxiliar patriarhal al Patriarhiei Antiohiei (din 2014). A efectuat studii teologice la Universitatea din București, după care a fost profesor de drept canonic la Universitatea din Balamand (Liban) și apoi preot al comunității creștin-ortodoxe arabe din România, iar ulterior a obținut și cetățenia română. S-a implicat în lupta împotriva foametei, sărăciei, violenței, analfabetismului și discriminării și a popularizat pe plan internațional situația foarte grea a comunităților creștine din Orientul Apropiat.

## Biografie

### Studii
S-a născut în 1954 la Amman, capitala Iordaniei, într-o familie creștin-ortodoxă. Tatăl lui era Fuad bin Georges Sadiq, care a fost botezat în Biserica „Sf. Serghie și Vah” din Kousba, al-Koura, satul părinților și bunicilor săi din nordul Libanului, iar mama lui era originară din Ramlet al-Bayda (Palestina). Qais a absolvit studiile secundare la Liceul Taj din Amman în 1972.
După absolvirea liceului, a venit la Balamand în iunie 1972 pentru a participa la o conferință a Mișcării Tineretului Ortodox și i-a întâlnit acolo pe unii dintre viitorii ierarhi ai Patriarhiei Antiohiei. Două luni mai târziu, s-a înscris ca student la Institutul Teologic „Sf. Ioan Damaschin” din Balamand (Liban), care îl avea ca rector pe mitropolitul Ignatie de Lattakia (viitorul patriarh Ignatie al IV-lea). Acolo i-a avut colegi pe viitorii mitropoliți Elias Kfoury, Samih Mansour, Georges Abu Zakhem și Paul Bendaly.
Înainte de sfârșitul primului an de studii, prin intermediul Syndesmos (Organizația Mondială a Tineretului Ortodox), a obținut o bursă la Institutul Teologic de Grad Universitar din București. Episcopul grec Diodor Karivalis, reprezentantul Patriarhiei Ierusalimului la Amman și viitorul patriarh al Ierusalimului, care îi avea în jurisdicție pe credincioșii creștin-ortodocși arabi din Iordania, a refuzat să-i ofere binecuvântarea necesară pentru continuarea studiilor în străinătate, pretinzând că Patriarhia Ierusalimului avea suficienți preoți. Patriarhul Justinian Marina al Bisericii Ortodoxe Române a înțeles situația pastorală conflictuală de pe teritoriul Patriarhiei Ierusalimului și l-a primit la studii pe Qais Sadiq fără recomandarea necesară, considerându-l un membru al Patriarhiei Antiohiei, ceea ce a provocat protestul patriarhului Benedict I al Ierusalimului. Conflictul canonic s-a stins ulterior, ca urmare a faptului că Patriarhia Română și Patriarhia Antiohiei au adoptat o poziție unitară în această chestiune. Qais Sadiq a sosit în România în ianuarie 1973 și a urmat studii la Institutul Teologic de Grad Universitar din București, obținând licența în teologie în 1977 și apoi titlul de doctor în teologie practică și drept canonic în 1982.

### Activitatea didactică și pastorală

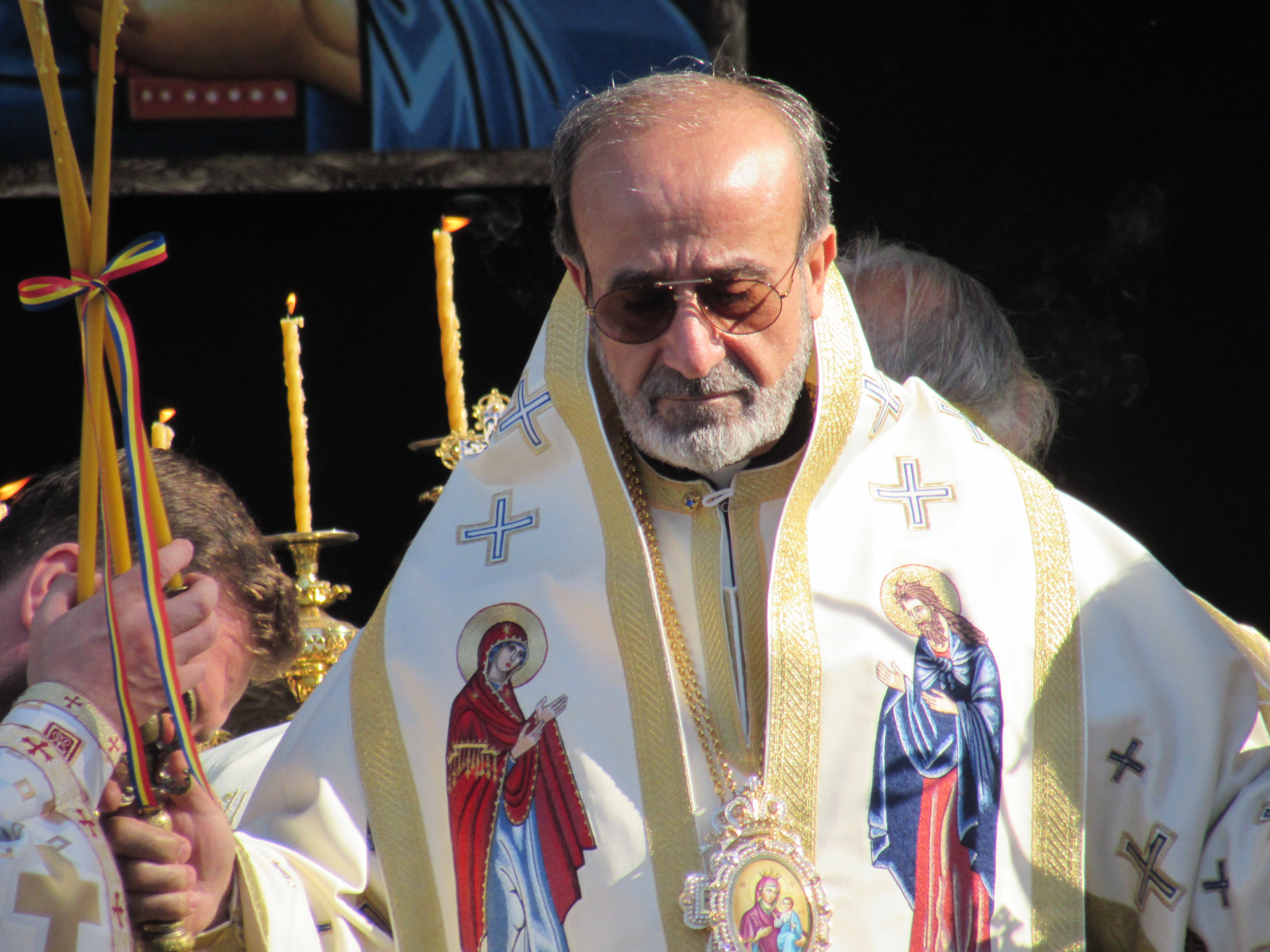
Episcopul Qais Sadiq slujind Sfânta Liturghie

În 1982 Qais Sadiq s-a întors în Liban și a fost numit profesor de teologie practică și drept canonic la Universitatea din Balamand (1982-1990). Patriarhul Ignatie al IV-lea al Antiohiei l-a hirotonit diacon celib la 14 septembrie 1986 în Catedrala „Sf. Cruce” din Damasc și apoi preot la 14 septembrie 1988 în aceeași catedrală. Qais Sadiq a fost ridicat la rangul de arhimandrit la 11 martie 1990 și numit judecător consilier la Consistoriul Bisericesc al Patriarhiei Antiohiei (decizia patriarhală nr. 84/1990) și șef al departamentului de relații externe al Bisericii Antiohiei (1990-1995). La 6 mai 1992 a fost numit paroh al Bisericii „Sf. Gheorghe” din Damasc și preot al comunității ortodoxe românești din Damasc. Comunitatea românească pe care o avea în îngrijire era formată din aproximativ 2.000 de persoane în Siria și 5.000 de persoane în Iordania, împărțite în familii creștine și în familii mixte; o parte dintre membrii comunității (în special româncele căsătorite cu musulmani) se convertiseră deja la islamism, în timp ce alții au păstrat credința creștină.
Cu binecuvântarea patriarhului Ignatie al IV-lea, arhimandritul Qais Sadiq s-a întors la Amman pentru a îndeplini funcția de consilier pentru cultele creștine în Biroul Prințului Moștenitor al Iordaniei (1995-1999). El a fondat în 1996 Centrul de Studii Ecumenice din Amman, pe care l-a condus o lungă perioadă. A predat ca lector la Institutul de Diplomație din Iordania și a fost membru al Comitetului Național Superior Iordanian pentru Bioetică și Tehnologie și al Comitetului Național pentru Copii și Tineret (2003-2014). A reprezentat Regatul Iordaniei la diferite conferințe organizate de UNESCO și UNICEF și a călătorit în aproape 100 de țări ca reprezentant al Patriarhiei Antiohiei. A publicat numeroase studii și articole atât pe teme teologice, cât și pe teme social-politice, printre care „Viața în Unitate - O strategie de luptă împotriva sărăciei în Iordania”, „Drepturile copilului între convenție și provocare”, „Violența sau non-violența (Concepte și atitudini față de violența împotriva femeilor)”, „Biserica și drepturile omului” și „Pedagogie de dialog (Introducere, principii și practici)”. S-a implicat în lupta împotriva foametei, sărăciei, violenței, analfabetismului și discriminării prin susținerea a diferite programe: „Civilizație în afara granițelor” (1996), „Tineret în afara granițelor” (1996) și „The Fisher” (2001), fiind distins cu mai multe premii internaționale precum Premiul „The Gandhi-King-Ikeda Award” și devenind cunoscut drept „Slujitorul Oamenilor Oprimați, Marginalizați și Suferinzi pe pământ”.
Qais Sadiq revenit în România în anul 2007, cu prilejul întâlnirii de 30 de ani a absolvenților Institutului Teologic de Grad Universitar din București, iar patriarhul Daniel Ciobotea, fostul său coleg de la studiile de doctorat, i-a propus să accepte postul de preot al comunității creștin-ortodoxe arabe din România. Încă din 1996, cu ocazia vizitei în România a patriarhului Ignatie al IV-lea al Antiohiei, comunitatea arabilor creștin-ortodocși din București ceruse trimiterea unui preot vorbitor de limba arabă pentru a se îngriji de nevoile spirituale și religioase ale comunității. După ce a purtat o discuție cu patriarhul Ignatie, arhimandritul Qais Sadiq a revenit în România în mai 2008 pentru a cunoaște nevoile credincioșilor arabi (iordanieni, sirieni și palestinieni).
Patriarhul Daniel a dispus ca Biserica „Sfântul Spiridon” - Vechi din București (care a fost mai demult metoc al Patriarhiei Antiohiei) să fie folosită de comunitatea creștin-ortodoxă arabă antiohiană, care era formată atunci din 70 de familii cu aproximativ 250 de persoane originare din Siria, Iordania, Palestina și Irak. Începând de atunci, arhimandritul Qais Sadiq a revenit periodic în România, o dată la două-trei luni, pentru a oficia slujbele religioase de sărbători și pentru a se îngriji de nevoile spirituale ale comunității. La început comunitatea creștină arabă nu era închegată, iar credincioșii nu se cunoșteau între ei. Preotul Qais a reușit să adune 30 de familii cu ocazia slujbei Nașterii Domnului din anul 2008, iar vestea oficierii slujbelor religioase în limba arabă s-a transmis de la o familie la alta astfel încât reprezentanți a 70 de familii au participat la slujba Învierii Domnului în anul 2009. Pe lângă oficierea Sfintei Liturghii în limba arabă și îngrijirea nevoilor spirituale ale creștinilor arabi, el a urmărit să închege o comunitate creștină arabă, a organizat un cor bisericesc, un curs de catehizare a copiilor în limbile arabă și română și pelerinaje la diferite mănăstiri. Prezența sa în România nu a fost permanentă, Qais Sadiq efectuând doar patru vizite pe an. În primăvara anului 2009 a fost constituit comitetul Comunității ortodoxe antiohiene de la București și trei subcomitete: unul pentru formarea copiilor și a tineretului, unul pentru femei și altul pentru familie. Qais Sadiq a încercat să închege comunitatea prin atragerea credincioșilor arabi care locuiau la Iași, Craiova, Timișoara și Cluj-Napoca și prin publicarea textului Sfintei Liturghii în limbile arabă și română. În anul 2015 existau, potrivit lui Qais Sadiq, 150 de familii de arabi creștin-ortodocși în București și în împrejurimi și încă alte 50 de familii în restul României. Creștinii ortodocși arabi aveau cetățenie română și se considerau români de origine arabă, deoarece locuiau în România și aveau afaceri în această țară.

### Episcop de Erzurum

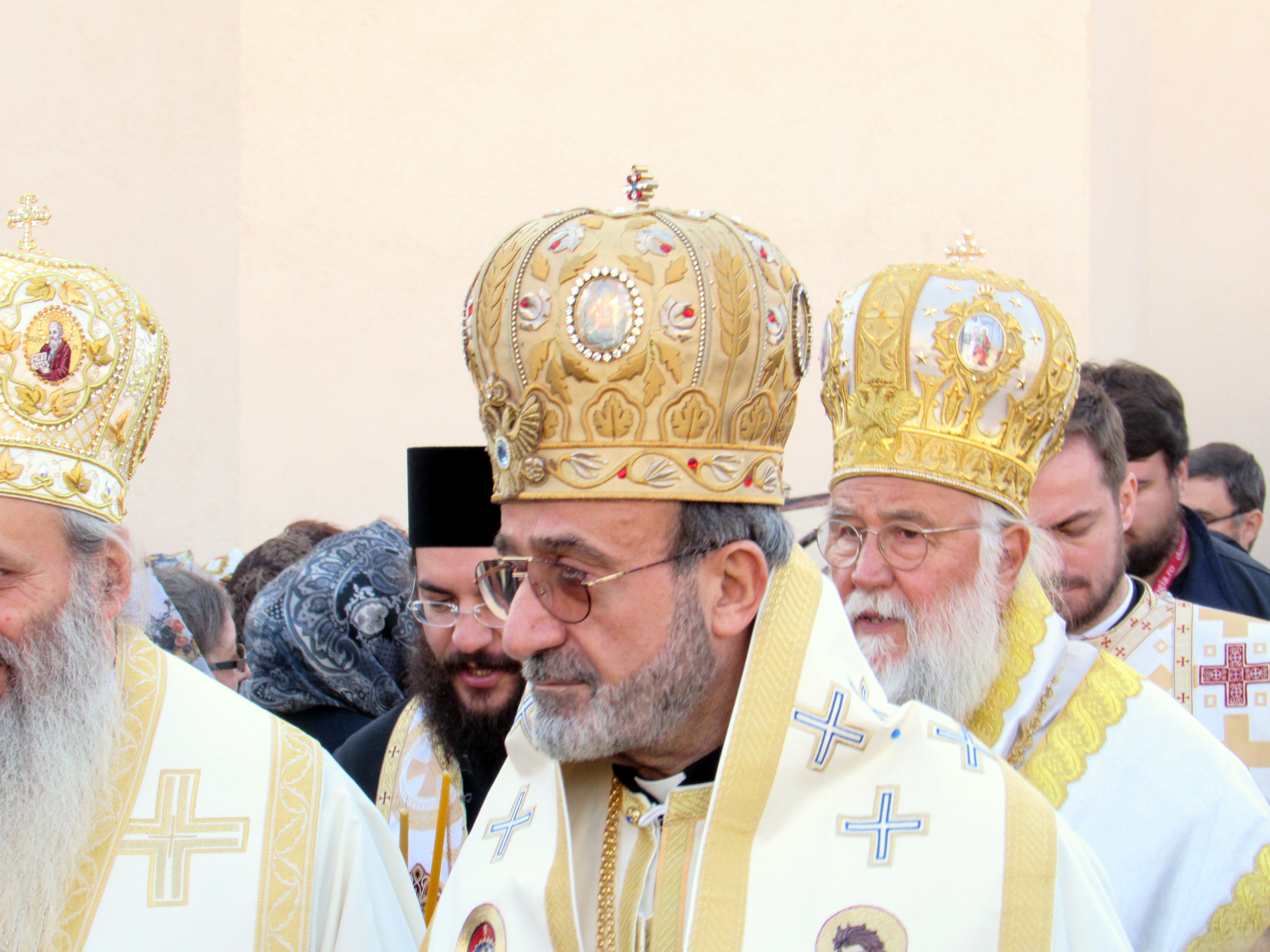
Episcopul Qais Sadiq într-un sobor de ierarhi

Sfântul Sinod al Patriarhiei Antiohiei și a Întregului Orient, întrunit la 8 octombrie 2014 într-o ședință la Mănăstirea Balamand din Liban, l-a ales pe arhimandritul Qais Sadiq ca episcop-vicar patriarhal, cu titulatura de „episcop de Erzurum”. El a fost hirotonit ca episcop la 23 noiembrie 2014 în biserica Mănăstirii Sfintei Fecioare Maria de la Balamand de către patriarhul Ioan al X-lea al Antiohiei și al Întregului Orient, în cadrul unei slujbe la care au participat numeroși ierarhi (mitropolitul Saba de Bosra Horan și Jabal al-Arab, mitropolitul George de Homs, episcopii vicari Athanasisos Fahed, Efraim Malouli și Gregorios Khoury Abdullah și episcopul român Varlaam Merticariu, delegatul patriarhului Daniel al Bisericii Ortodoxe Române), preoți și diaconi.

### Obținerea cetățeniei române
Episcopul Qais Sadiq a depus la 24 aprilie 2018 o cerere privind acordarea cetățeniei române pentru merite deosebite în „protejarea și promovarea culturii și spiritualității românești” (în baza art. 8^1 din Legea 21/1991 republicată), invocând contribuția sa la dezvoltarea relațiilor dintre țările din Orientul Apropiat și România. A primit cetățenia română și a depus jurământul de credință față de România la 17 octombrie 2018, în sediul Secretariatului de Stat pentru Culte, în cadrul unei ceremonii conduse de președintele Autorității Naționale pentru Cetățenie, lector dr. Andrei Tinu, la care au asistat secretarul de stat pentru culte Victor Opaschi, episcopul-vicar patriarhal Varlaam Ploieșteanul, foști reprezentanți diplomatici ai României în Orientul Apropiat etc. Președintele Autorității Naționale pentru Cetățenie și secretarul de stat pentru culte au evidențiat efortul depus de episcopul antiohian pentru întărirea relațiilor dintre Biserica Ortodoxă Română și bisericile ortodoxe din Orientul Apropiat, îndeosebi cu Biserica Antiohiei, iar episcopul a declarat cu acest prilej că România reprezintă pentru el „o a doua casă și o a doua familie”.

## Legături externe
- ar  Informații cu privire la hirotonia episcopală pe site-ul Patriarhiei Antiohiei
- el  Ο φεοφιλέστατος Επίσκοπος Εμιράτων κύριος Γρηγόριος. 16-11-2014.